# Platamops thiemei
Platamops thiemei es una especie de coleóptero de la familia Salpingidae.

## Distribución geográfica
Habita en Colombia.